# Pihsiang Electric Vehicle Manufacturing
Pihsiang Electric Vehicle Manufacturing Co. Ltd. ist ein Hersteller von Automobilen aus der Republik China (Taiwan).

## Unternehmensgeschichte
Donald Pihsiang Wu gründete 1983 das Unternehmen in Xinfeng im Landkreis Hsinchu. Er stellte ursprünglich elektrische Rollstühle und Batterien her. 2009 wurde das erste Fahrzeug präsentiert.  2011 begann die Produktion. Der Markenname lautet Achensa, kurz für Achievement, Environment and Safety. Im Juli 2013 wurden die ersten Fahrzeuge nach Europa exportiert.

## Fahrzeuge
Im Angebot stehen Kleinstwagen. Sie werden von Elektromotoren angetrieben.
Im A 100 bietet die geschlossene Karosserie Platz für zwei Personen. Die Höchstgeschwindigkeit beträgt 78 km/h. Die Reichweite ist mit maximal 85 km angegeben. Das Fahrzeug ist 2173 mm lang, 1095 mm breit, 1763 mm hoch und wiegt etwa 440 kg. Der Motor leistet 3 kW.
Der A 300 ist mit 2320 mm Länge, 1385 mm Breite und 1770 mm Höhe etwas größer. Der Motor mit 4 kW Leistung ermöglicht je nach Ausführung 45 km/h oder 80 km/h Höchstgeschwindigkeit bei 75 km bis 85 km Reichweite.
Der C 200 ist ein kleines Nutzfahrzeug. Der zweisitzige Innenraum ist zwar überdacht, hat aber keine Türen. Die offene Ladefläche misst 1475 mm in der Länge und 1010 mm in der Breite. Die Nutzlast ist mit 200 kg angegeben. Der Motor leistet 2 kW.
Der C 500 ist mit 3600 mm Länge, 1450 mm Breite und 1870 mm Höhe größer. Sein Motor leistet 12 kW.